# NGC 5368
NGC 5368 is een balkspiraalstelsel in het sterrenbeeld Grote Beer. Het hemelobject werd op 14 april 1789 ontdekt door de Duits-Britse astronoom William Herschel.

## Synoniemen
- UGC 8834
- MCG 9-23-14
- ZWG 272.12
- IRAS 13526+5434
- PGC 49431